# Crayon Physics Deluxe
Crayon Physics Deluxe är ett pusselspel skapat av Petri Purho och släppt den 7 januari 2009. En tidig version, kallad Crayon Physics, vann huvudpriset vid Independent Games Festival 2008. 
Spelet har ett stort fokus på tvådimensionella fysiksimulationer, däribland gravitation, massa, kinetisk energi och överföringar av förflyttningar. Spelet innehåller ett redskap för nivåredigering och möjliggör delning och nedladdningsbart innehåll via en onlinetjänst. 

## Spelupplägg
Målet på varje nivå är att styra en boll från en förutbestämd startplats så att den vidrör alla stjärnor som finns utplacerade på banan. Bollen och nästan alla föremål på skärmen påverkas av gravitation. Spelaren kan inte kontrollera bollen direkt utan måste påverka dess rörelse genom att rita fysiska föremål på skärmen. Beroende på hur föremålet ritas, blir det exempelvis en fast yta, en svängningspunkt, ett hjul eller ett rep. Föremålet kan sedan interagera med bollen genom att slå till den, bistå med en yta att rulla på, dra, bära eller skjuta iväg bollen i en viss riktning, och så vidare.  

## Utveckling
Crayon Physics, den ursprungliga prototypen av spelet utvecklades av Purho på fem dygn, genom att använda fritt tillgängliga resurser under Creative Commons-licensen. Spelet var inspirerat av beskrivningar Purho hade hört talas om i barnboken Harold and the Purple Crayon. Den 10 juni 2007 utannonserade Purho att han skulle utveckla en baneditor för att möjliggöra användargenererade nivåer, dock hade fans till spelet redan den 15 juni bekantat sig med nivåformatet och släppt nya banor till spelet.   
Den 12 oktober 2007 offentliggjorde Purho Crayon Physics Deluxe, som skulle innehålla en intuitiv baneditor, fler nivåer och en modifikation av spelmotorn för att bevara spelarens ritningar i stället för att förvandla till rektanglar. Uppföljningen tog ett år och åtta månader att utveckla. Spelet vann kategorin Seumas McNally Grand Prize Independent Games Festival i februari 2008. Chris Baker på Slate Magazine skrev också att Crayon Physics Deluxe var mer omtalat än Gears of War 2 på 2008 års Game Developers Conference.